# Масриера, Франсиско
Франсиско Масриера и Мановес (исп. Francisco Masriera y Manovens; 21 октября 1842[…], Барселона — 15 марта 1902[…], Барселона) — испанский художник и ювелир.

## Биография
Выходец из известной в Испании художественной династии. Родился в 1842 году в Барселоне. Там же начал учиться живописи и ювелирному искусству. Затем отправился в Женеву, чтобы совершенствоваться в технике эмали, а оттуда в Париж, чтобы учиться живописи.
В 1878 году получил серебряную медаль на испанской Национальной выставке изящных искусств, а в 1889 году — бронзовую медаль на Всемирной выставке в Париже.
Писал портреты, жанровые, ориентальные и мифологические сцены в пышной академической манере, вызывающей ассоциации с творчеством Альма-Тадемы. В 1892 году написал портрет королевы-регента Марии Кристины Австрийской с маленьким сыном — королём Альфонсо XIII в 1892 году, для парадного зала барселонской ратуши. Одновременно с занятиями живописью участвовал в управлении семейным ювелирным бизнесом.
Скончался в 1902 году в Барселоне.
Работы Масриеры представлены в собраниях Национального музея искусств Каталонии в Барселоне и музея Прадо в Мадриде.

## Галерея
- Королева-регент Испании Мария Кристина Австрийской с маленьким сыном — королём Альфонсо XIII (1892)
- Перед балом (1886)
- После бала (1886)
- Зима (1882)
- Саломея (1888)
- Женщина в гареме (ок. 1890)
- Женщина в гареме (1891)
- Отдыхающая женщина (1894)
- Франсиска Апараисио и Мерида
- Мастерская художника
- В театральном фойе